# Luzern Lions 2023
Questa voce raccoglie le informazioni riguardanti i Luzern Lions nelle competizioni ufficiali della stagione 2023.

## Lega B 2023

### Stagione regolare
| 10 aprile 2023 2ª giornata | Bienna Jets | 0 – 49 | Luzern Lions |  |

| 15 aprile 2023 3ª giornata | Langenthal Invaders | 14 – 42 | Luzern Lions |  |

| 23 aprile 2023 4ª giornata | Luzern Lions | 28 – 13 | Schaffhausen Sharks |  |

| 30 aprile 2023 5ª giornata | Luzern Lions | 17 – 14 | Argovia Pirates |  |

| 7 maggio 2023 6ª giornata | Sankt Gallen Bears | 23 – 6 | Luzern Lions |  |

| 13 maggio 2023 7ª giornata | Luzern Lions | 17 – 7 | Bienna Jets |  |

| 27 maggio 2023 8ª giornata | Luzern Lions | 9 – 28 | Sankt Gallen Bears |  |

| 3 giugno 2023 9ª giornata | Luzern Lions | 48 – 7 | Langenthal Invaders |  |

| 10 giugno 2023 10ª giornata | Argovia Pirates | 31 – 28 | Luzern Lions |  |

| 18 giugno 2023 11ª giornata | Schaffhausen Sharks | 21 – 24 (0-14 7-3 7-0 7-7) | Luzern Lions |  |

### Playoff
| 1º luglio 2023 Semifinale | Sankt Gallen Bears | 28 – 7 (12-0 6-0 7-0 3-7) | Luzern Lions |  |

## Statistiche di squadra
| Competizione      | %Vittorie | In casa | In casa | In casa | In casa | In casa | In casa | In trasferta | In trasferta | In trasferta | In trasferta | In trasferta | In trasferta | Totale | Totale | Totale | Totale | Totale | Totale |
| Competizione      | %Vittorie | G       | V       | N       | P       | Pf      | Ps      | G            | V            | N            | P            | Pf           | Ps           | G      | V      | N      | P      | Pf     | Ps     |
| ----------------- | --------- | ------- | ------- | ------- | ------- | ------- | ------- | ------------ | ------------ | ------------ | ------------ | ------------ | ------------ | ------ | ------ | ------ | ------ | ------ | ------ |
| Stagione regolare | .700      | 5       | 4       | 0       | 1       | 119     | 69      | 5            | 3            | 0            | 2            | 149          | 89           | 10     | 7      | 0      | 3      | 268    | 158    |
| Playoff           | .000      | 0       | 0       | 0       | 0       | 0       | 0       | 1            | 0            | 0            | 1            | 7            | 28           | 1      | 0      | 0      | 1      | 7      | 28     |
| Totale            | .636      | 5       | 4       | 0       | 1       | 119     | 69      | 6            | 3            | 0            | 3            | 156          | 117          | 11     | 7      | 0      | 4      | 275    | 186    |